# Битка при Лома дел Гато
Битката при Лома дел Гато е част от Кубинската война за независимост, която се състои на 5 юли 1896 г. В тази битка революционерите понасят удар след смъртта на генерал Хосе Масео.

## Битка
След като прекарват нощта на лагер извън село Ла Исабелита, кубинските сили пресичат железопътната линия в Ла Мая в посока Ел Еспартийо, като част от тяхната кампания в Ориенте. Когато достигат до Ел Еспартийо, те са обстрелвани от държаните от испанците аванпостове Сангре де Торо и Камаронес.
Генерал Масео стига до Ел Еспартийо и оттам урежда разположението на силите си: полковник Луис Боне трябва да тръгне със своя полк Прадо в посока Ла Хагуита, докато полковник Агустин Себреко марширува към Лома дел Гато; Педро Агустин Перес трябва да покрива позицията на Ел Мамон, а бригаден генерал Матиас Вега Алеман да осигури подкрепа на силите на Себреко.
Около петнадесет минути по-късно Масео изпраща полковник Луис Аранда към Ла Хагуита, така че полковник Боне да се придвижи да атакува испанците и нарежда на колоната на подполковник Франсиско Санчес Ечавария да напредне към Лома дел Гато и да подкрепи силите на Себреко, които вече се бият.
След около двадесет минути Масео става нетърпелив, защото не чува битката в посоката, в която Санчес Ечавария трябва да атакува, и решава да тръгне, за да посрещне испанците, които се сражават със силите на Себреко.

### Смърт на генерал Масео
След като стига до Лома дел Гато, генерал Масео бързо събира войските, и се впуска в битка.
Няколко минути по-късно, докато се бие на кон, Масео се приближава твърде близо до испанските позиции, които го обстрелват. Куршум го поразява в главата и той пада от коня си.
Неговият помощник, лейтенант Салвадор Дурути се опитва да го вдигне от земята, но е улучен в слабините. Медикът от революционерите Порфирио Валиенте изважда куршума от генерал Масео, докато битката е около тях. Миг по-късно генералът почива от раните си.
Кубинците претърпяват още 15 жертви в хода на битката и са победени. Това е удар за мамбизите, тъй като губят важен генерал.